# Liliane Ferrarezi
Daniel J. Zinezzy da Silva (Presidente Prudente, 18 de março de 1980) é um modelo brasileiro. Trabalha atualmente como produtor e empresário de Dedé. Já atuou em filmes e novelas.

## Carreira
Liliane iniciou sua carreira de modelo em 2002 no concurso Supermodel Brasil, promovido pela Ford Models, no qual venceu a etapa brasileira. Em seguida, foi disputar o concurso mundial em Punta Cana (República Dominicana), ficando em segundo lugar, perdendo para a alemã Dari Maximova.
Em 2003, iniciou sua carreira internacional, trabalhando em vinte e três desfiles entre Nova Iorque, Milão e Paris. Na coleção de primavera-verão de 2003, fez mais de 50 desfiles, além participar em campanhas para as grifes Byblos, GAP, Perry Ellis e H&M. A modelo entrou para a lista das cinquenta melhores modelos do mundo, segundo o site models.com, na qual permaneceu até o fim de 2005. Fez grandes campanhas de inverno para Miu Miu, fotografada por Mario Testino, e a campanha da Burberry, com a Kate Moss, fotografada por Patrick Demarchelier. No mesmo ano, participou da semana de moda de Paris Haute Couture, desfilando exclusivamente para Chanel e Givenchy.
Em 2004, foi considerada pela revista Vogue a oitava modelo mais bonita do mundo, tornando-se conhecida como "a nova Brooke Shields", por ter aspectos muito parecidos e uma carreira brilhante, igual à da estrela hollywoodiana. Além de desfilar em quase 60 desfiles nas semanas de moda mais importantes, como Nova Iorque, Paris e Milão, colaborou em campanhas para Paul & Joe, BCBG Max Azria e Max Mara. Em 2006, participou de grandes campanhas para Christian Lacroix, Giorgio Armani, Armani Exchange, Neiman Marcus, Bloomigdales, Calzedonia, Maria di Ripabianca e Nuala. Contudo, nesse mesmo ano, Liliane preferiu fazer uma pausa na carreira internacional, mantendo apenas os trabalhos comerciais. No Brasil, também resolveu parar em agosto do referido ano.
A modelo continuou morando em Nova Iorque (EUA) e, em 2007, foi com exclusividade para o Fashion Rio, desfilar para a grife Animale. No ano seguinte fez um comercial para a John Frieda Collection. Já em 2009, participou da campanha de inverno 2009 para a Equus Jeans Style, fotografada por Fernando Louza. Desde 2003 a modelo estava agenciada pela Ford Models em Nova Iorque mas, em 2010, ela mudou de agência e passou a integrar o casting da IMG Models. 
Nesse mesmo ano, ela resolveu voltar a trabalhar,  fez o Fashion Rio e São Paulo Fashion Week de verão, em 2011. Atuou em três campanhas de inverno (Costume, Canal e Bob Store), e na coleção de verão, ela fez campanhas para Mob e Morena Rosa. Na coleção de inverno 2011, atuou para Eudora e Pátio Paulista; já na campanha de verão 2012, foi o rosto das grifes DTA e Cia Marítima.
Liliane já fez editoriais para grandes revistas como: Vogue, Elle, Drops Magazine, Glamour, L'Officiel, Marie Claire, Numéro, Criativa e W Magazine.